# The Blasters
The Blasters är ett amerikanskt neo rockabilly, rockband bildat 1979 i Downey, Kalifornien, USA av bröderna Phil (sång och gitarr) och Dave Alvin (gitarr), tillsammans med basisten John Bazz och trumslagaren Bill Bateman.

## Medlemmar
Nuvarande medlemmar
- Phil Alvin – sång, gitarr, munspel (1979 – )
- John Bazz – basgitarr (1979 – )
- Bill Bateman – trummor (1979 – 1993, 2008 – )
- Keith Wyatt – gitarr (1996 – )

Tidigare medlemmar
- Jerry Angel – trummor (1996 – 2008)
- Dave Alvin – gitarr (1979 – 1986)
- Lee Allen – saxofon (1981 – 1984)
- Gene Taylor – keyboard (1981 – 1985)
- Steve Berlin – saxofon (1981 – 1984)
- Michael "Hollywood Fats" Mann – gitarr (1986)
- Billy Zoom – gitarr (1986)
- Greg "Smokey" Hormel – gitarr (1987 – 1993)
- James Intveld – gitarr (1993 – 1995)
- Dave Carroll – trummor (1993 – 1994)

## Diskografi
Studioalbum
- 1979 – American Music
- 1981 – The Blasters
- 1983 – Non-Fiction
- 1985 – Hard Line
- 1997 – At Home
- 2005 – 4-11-44
- 2012 – Fun on a Saturday Night

Livealbum
- 2002 – Trouble Bound
- 2004 – Going Home
- 2011 – Live 1986
- 2019 – Dark Night: Live In Philly

EP
- 1982 – Over There (live)

Samlingsalbum
- 1990 – The Blasters Collection
- 2002 – Testament: The Complete Slash Recordings